# 1 µm
1 µm (1000 nanometri o 1,0 µm) evoluzione del precedente processo a 1.5 µm è un processo produttivo della tecnologia dei semiconduttori con cui vengono prodotti i circuiti integrati a larghissima scala di integrazione (VLSI).
Questo processo fu introdotto intorno al 1985 dalle principali industrie di semiconduttori come Intel e IBM.
Il successore di questo processo utilizza una larghezza di canale di 800 nanometri.

## Processori realizzati con il processo 1 µm
- Intel 80386 CPU lanciato sul mercato nel 1985, fu realizzato con il processo 1 µm.